# Spritzkork
Spritzkork ist ein Isolierdichtstoff aus Korkgranulat, der mit Klebstoff gebunden ist und für die Schall- und Wärmedämmung vielseitig anwendbar ist.
Er dient vor allem zur Abdichtung von Anschlussfugen zwischen Fensterrahmen und Mauerwerk, an Türen, an Trennwänden und anderen Bauelementen. Die Dichtmasse ist auch zum Ausspritzen von Dehnungsfugen bei der Verlegung von Fußböden geeignet.
Spritzkork besteht aus feinkörnigem Korkschrot und einem elastischen Bindemittel. Meist ist er auch noch dispersionsvergütet. Durch die vielen luftgefüllten Zellen im Korkgranulat wird er zu einem Isoliermaterial, das den Wärme- und Kältedurchgang mindert und darüber hinaus auch eine schalldämmende Wirkung erzielt. Spritzkork ist einkomponentig, zähplastisch und standfest. Er ist mit Fugenpistole oder von Hand zu verarbeiten.
Wenn nur geringe Mengen benötigt werden, kann Spritzkork durch Zerkleinern von Flaschenkorken in einer Küchenmaschine und Vermischen mit Gummi arabicum und etwas Wasser selbst hergestellt werden.